# Gaël Pollès
 (février 2019).
Si vous disposez d'ouvrages ou d'articles de référence ou si vous connaissez des sites web de qualité traitant du thème abordé ici, merci de compléter l'article en donnant les références utiles à sa vérifiabilité et en les liant à la section « Notes et références ».
Gaël Pollès, né à Paris le 14 août 1972, est un animateur télé, réalisateur et entrepreneur français. 

## Biographie
Fils de Renan Pollès, il débute à la télévision en 1998, dans Les Écrans du savoir sur La Cinquième, émission pour laquelle il a reçu le 7 d'or 2000 de la meilleure émission éducative[réf. nécessaire]. S'ensuivent deux années à sillonner la planète pour Exclusif ce soir sur TF1 à la rencontre de célébrités. Animateur éclectique et touche-à-tout, on le retrouve sur Disney Channel de 2001 à 2004, co-animateur de Playhouse Disney, la maison des petits bouts, puis après trois années consacrées à la réalisation de documentaires et à l'écriture, il revient en 2008, sur la chaîne IDF1 animer la quotidienne IDF1 chez vous, puis Green Trip sur Ushuaïa TV, de 2011 à 2014.
Il est l'auteur de documentaires pour la télévision et d'un essai sur la célébrité, People mode d'emploi (2006). Il a par ailleurs été la plume du champion Luc Alphand avec qui il a cosigné sa biographie À toute vitesse (2007). Il a publié un premier roman, Femmes, je vous hais... me, en 2010.
Chef d'entreprise, il fonde en 2008, Pratiks.com, une encyclopédie pratique présentée en vidéo sur internet, et en 2016, TimeLapse Go', une jeune société innovante spécialisée dans le suivi de chantier connecté et la réalisation de time-lapses en haute définition. 
En 2015, il fait partie des chroniqueurs de Stéphane Bern dans Comment ça va bien sur France 2 et a animé de janvier 2013 à juin 2015, l'émission hebdomadaire C'est détente sur Equidia Life. En 2016 et 2017, il est chroniqueur dans l'émission hebdomadaire Ushuaïa le Mag sur Ushuaïa TV.

## Auteur - réalisateur
- 24 h dans la vie d'un jockey - Equidia - Documentaire 26 min- 2011
- Parce qu'ils le valent bien - Equidia - Documentaire 26 min- 2011
- Dou you spik anglish ? - www.pratiks.com - Collection formats courts - 2009 - voir un extrait
- Au service de la couronne, Monaco - TMC - Documentaire 52 min- 2006
- À quoi rêvent les stars ? - AB1 - collection documentaire 6 × 26 min- 2005 / 2006
- Les dessous de la France people - RTL9 - AB1 - AB3 collec documentaire 4 × 26 min- 2004 / 2005
- Y a-t-il un bug dans l'avion ?  - La Cinquième - coréalisé avec Renan Pollès - 13 min - 2000
- Les mots qui glissent - La Cinquième - Formats courts - 1999

## Ouvrages
- People mode d'emploi, essai, First éditions, 2006.
- À toute vitesse, biographie de Luc Alphand, Calmann-Lévy, 2007.
- Femmes, je vous hais... me, roman, Jacques-Marie Laffont éditeur, 2010.

## Animateur - chroniqueur
- Ushuaïa le mag - Ushuaïa TV - Chroniqueur - 2016...
- C'est détente - Equidia Life - 2014 - 2015
- Comment ça va bien - France 2 - Chroniqueur - 2015
- C'est Hippique - Equidia life -  janv à juin 2014
- The artists - Non Stop People - Editorialiste
- Green trip - Ushuaïa TV - 2011 / 2014
- L'art de l'équitation portugaise - Equidia Life - 2011
- IDF1 chez vous & Les duplexs de Gaël - IDF1 quotidienne - 2008 / 2011
- Playhouse, la maison des p'tits bouts - Disney Channel 2001 / 2004
- Exclusif ce soir - TF1 - (journaliste reporter) 2000 / 2002
- Ciel mon mardi - (chroniqueur) TF1 - 2001
- Les écrans du savoir - La Cinquième - 1998 / 2000
- Les mots qui glissent - La Cinquième - 1999
- Cartes postales du Fleur de Lampaul - La Cinquième - 1999